# Vicenza
Vicenza er en italiensk by i regionen Veneto. Vicenza ligger ved floden Bacchiglione mellem Gardasøen og Venedig. Byen har ca. 115.000 indbyggere (2005).

## Historie
Vicenzas blev by i år 49 f.Kr. i det romerske imperium. Efter en periode præget af krige og fattigdom blev byen frikommune i det 12. århundrede og gik med i Lega Veronese, der besejrede den tysk-romerske kejser Frederik Barbarossa. I de følgende år skiftede magten mellem de forskellige byer i området, men da Vicenza i 1405 kom med i Republikken Venedig, oplevede byen fred og velstand i over 400 år.
Beviser på velstanden i det 16. århundrede er en række imponerende villaer og andre bygninger til det rige borgerskab af først og fremmest arkitekten Andrea Palladio. Det drejer sig fx om basilikaen Palazzo della Ragione, Palazzo Chiericati og Villa Rotonda; Palladios værker er optaget i UNESCOs Verdensarvsområder. Et internationalt arkitekturcenter i byen indeholder en række modeller af Palladios værker.
I 1866 forenedes de mange småriger i det nye Italien. Under begge verdenskrige var byen udsat for ødelæggelser pga. kampe og bombardementer. Byen er hver gang blevet genopbygget, og byen har i dag en af Italiens største industriproduktioner.

## Erhvervsliv
Vicenza har en ældgammel tradition for forarbejdning af guld og er det største guldcenter i Europa med mere end 1.200 firmaer i branchen og årlige messer.

## Myter
Byens indbyggere bliver ofte betegnet som 'katte-spisere'. Det tilskrives fattige tider, hvor katte skulle have været anvendt som erstatning for kaniner.

## Danske forbindelser
Den danske maler Wilhelm Bendz døde i 1832 i Vicenza af en lungesygdom, han fik, da han rejste over Alperne til fods på vej mod Rom. Han blev begravet i Vicenza; men det vides ikke, præcist hvor hans grav er. H.C. Andersen har skrevet digtet Ved maleren Bendtz's grav i Vicenza (1834).
- Basilica Palladiana
- Piazza dei Signori - Torre Bissara - Piazza della Biade
- PalazzoChiericati
- Statue forestillende Palladio
- Santa Maria Annunciata
- Teatro olimpico